# National Geographic Channel (Kanada)
National Geographic Channel ist ein kanadischer englischsprachiger Kategorie-B-Fernsehsender mit Hauptsitz in Toronto, Ontario. Der Sender befindet sich in Besitz von Shaw Media und National Geographic Society. Der Sender sendet schwerpunktmäßig Dokumentationen aus naturwissenschaftlichen Bereichen und Reportagen.

## Geschichte
Der Sender erhielt die Sendegenehmigung von der zuständigen Aufsichtsbehörde, der Canadian Radio-Television and Telecommunications Commission (CRTC) im November 2000.  Alliance Atlantis begann mit dem offiziellen Sendebetrieb am  7. September 2001. Am 18. Januar 2008 wurde durch ein Joint Venture zwischen den Unternehmen Canwest und Goldman Sachs Capital (CW Media) gegründet. CW Media übernahm den Betreiber des Senders Alliance Atlantis. Am 27. Oktober 2010 übernahm Shaw Media durch den Erwerb von CW Media den Sender.

## Programm
- 72 Hours: True Crime
- Dive Detectives
- Dog Whisperer
- DogTown
- Lockdown
- MegaStructures
- Outlaw Bikers
- Things That Move
- Ultimate Engineering
- Underworld Histories
- Border Security: Canada’s Front Line.

## National Geographic Channel HD
Am 19. Dezember 2006 startete der damalige Betreiber des Senders, Alliance Atlantis, ein paralleles Sendeprogramm in HDTV.

## Empfangbarkeit
Der Sender wird von mehreren Kabelnetzbetreibern in das Kabelnetz eingespeist. Daneben ist der Sender über Satellit durch Bell TV und Shaw Direct empfangbar. Das Fernsehsignal wird auch im Breitbandtelefonnetz eingespeist von Bell Aliant, Bell Fibe TV, MTS, Optik TV und Sasktel.